# 콜레피오케팔레
콜레피오케팔레는 후두류 공룡의 한 속으로 백악기 후기 (샹파뉴절 중기) 캐나다 알버타주의 퇴적층에서 발견되었다. 콜레피오케팔레 화석은 포어모스트 층 (Foremost Formation, 샹파뉴절 중기, 8000만년에서 7750만년 전)에서 수집되었다. 모식종인 C. lambei는 원래 스턴버그가 1945년에 스테고케라스 람베이 (Stegoceras lambei) 로 보고하였으나 설리반이 2003년에 재명명하였다. C. lambei는 돔을 가진 후두류 공룡으로 후두골 측면의 및 인상골 뒤쪽의 융기부가 없으며 두정골의 경사가 급하고 두정골과 인상골의 경계 뒤쪽 가장자리에 두 개의 작은 혹이 있는 것이 특징이다.